# Artem Bondarenko
Artem Jurijowytsch Bondarenko (ukrainisch Артем Юрійович Бондаренко; * 21. August 2000 in Tscherkassy) ist ein ukrainischer Fußballspieler.

## Karriere

### Verein
In der Jugend von Schachtar Donezk spielte Bondarenko bis Sommer 2019 und ging zur Saison 2019/20 von der U19 in die zweite Mannschaft über. Nachdem er bereits im Februar 2020 Teil der ersten Mannschaft wurde, debütierte er in dieser am 1. März 2020 bei einer 0:1-Niederlage im Ligaspiel gegen Worskla Poltawa, als er zweiten Halbzeit für Alan Patrick eingewechselt wurde. Zur Spielzeit 2020/21 wurde er an den FK Mariupol verliehen. Seit der Saison 2021/22 ist er zurück bei Schachtar und kam dort außer zu Ligaeinsätzen auch zu Einsätzen in der Champions League und der Europa League. Bislang wurde er mit seinem Team zwei Mal Meister.

### Nationalmannschaft
Anfang 2017 spielte Bondarenko drei Mal für die ukrainische U17 und danach mit der U19 auch in der EM-Qualifikation. Seit September 2020 ist er für die U21 im Einsatz und trug dort während der Qualifikation zur Europameisterschaft 2023 die Kapitänsbinde. Bei der Endrunde erreichte er mit seiner Mannschaft das Halbfinale, in dem man mit 1:5 Spanien unterlag. Bondarenko erzielte im Verlauf des Turniers zwei Treffer und gab eine Torvorlage.
Bondarenko wurde im Mai 2021 erstmals für die A-Nationalmannschaft nominiert, kam bislang aber noch nicht zum Einsatz.